# Аурая – Дадрі
Аурая – Дадрі – газопровід у індійському штату Уттар-Прадеш.
В 1987 – 1989 роках на півночі Індії спорудили газопровідну систему  Хазіра — Віджайпур — Джагдішпур (HVJ), яка забезпечила подачу блакитного палива походженням з офшорних родовищ басейну Мумбаї. Її складовою частиною став газопровід Аурая – Дадрі, що має довжину 420 км та виконаний в діаметрі 600 мм.
Перекачування газу забезпечує компресорна станція Дібіяпур (Аурая).
На своєму шляху газопровід живить заводи азотних добрив у Аонлі, Бабралі та Шахджаханпурі, а також відгалуження Каранпур – Рудрапур. 
Кінцевий пункт траси знаходиться на східних околицях Делі, де на початку 1990-х ввели в дію газові блоки на ТЕС Дадрі (при цьому саме Аурая – Дадрі став першим проектом, що подав блакитне паливо до столичного регіону Індії). Втім, починаючи з 1997-го головним джерелом живлення для газового хабу Дадрі став трубопровід Віджайпур – Дадрі.